# روبوزه
روبوزه (به لهستانی:  Robuzy) یک روستا در لهستان است که در گمینا پووسکینگا واقع شده‌است.